# Atonye Nyingifa
Atonye Jennifer Nyingifa (Torrance, 8 dicembre 1990) è una cestista statunitense con cittadinanza nigeriana.

## Carriera
Con la Nigeria ha disputato i Giochi olimpici di Tokyo 2020, i Campionati mondiali del 2018 e due edizioni dei Campionati africani (2017, 2019).